# ألين جريجوري
ألين جريجوري (بالإنجليزية: Allen Gregory)‏ هو مسلسل رسوم متحركة كوميدي أمريكي للأطفال من إنتاج جونا هيل وجاراد بول وأندرو موغول لصالح شبكة فوكس التلفزيونية. المسلسل يسرد قصة ألن غريغوري دي لونجبري البالغ من العمر سبع سنوات، والذي ترعرع من قبل والديه الثريين، ريتشارد وجيريمي. تلقت السلسلة مراجعات سلبية من النقاد. في 8 يناير 2012، تم إلغاء المسلسل بعد موسم واحد.

## روابط خارجية
- ألين جريجوري على موقع IMDb (الإنجليزية)
- ألين جريجوري على موقع ميتاكريتيك (الإنجليزية)
- ألين جريجوري على موقع روتن توميتوز (الإنجليزية)
- ألين جريجوري على موقع كينوبويسك (الروسية)
- ألين جريجوري على موقع ألو سيني (الفرنسية)
- ألين جريجوري على موقع قاعدة بيانات الفيلم (الإنجليزية)
- ألين جريجوري  في قاعدة بيانات الأفلام على الإنترنت (بالإنجليزية)